# Botswana aux Jeux olympiques d'été de 2016
Le Botswana participe aux Jeux olympiques d'été de 2016 à Rio de Janeiro au Brésil du 5 août au 21 août. Il s'agit de sa 10e participation à des Jeux d'été avec 11 athlètes pour trois catégories sportives.

## Résultats

### Athlétisme
Hommes
| Nom                                                           | Épreuve          | Qualification | Qualification | Demi-finale | Demi-finale | Finale        | Finale  |
| Nom                                                           | Épreuve          | Résultat      | Rang          | Résultat    | Rang        | Résultat      | Rang    |
| ------------------------------------------------------------- | ---------------- | ------------- | ------------- | ----------- | ----------- | ------------- | ------- |
| Nijel Amos                                                    | 800 m            | 1 min 50 s 46 | 49e           | Éliminé     | Éliminé     | Éliminé       | Éliminé |
| Karabo Sibanda                                                | 400 m            | 45 s 56       | 3e            | 44 s 47     | 3e          | 44 s 25       | 5e      |
| Baboloki Thebe                                                | 400 m            | 45 s 41       | 3e            | DNS         | /           | Eliminé       | Eliminé |
| Isaac Makwala                                                 | 400 m            | 45 s 91       | 3e            | 46 s 60     | 8e          | Eliminé       | Eliminé |
| Boitumelo Masilo                                              | 800 m            | 1 min 48 s 48 | 35e           | Éliminé     | Éliminé     | Éliminé       | Éliminé |
| Isaac Makwala Onkabetse Nkobolo Karabo Sibanda Baboloki Thebe | 4 × 400 m relais | 2 min 59 s 35 | 3e            | NC          | NC          | 2 min 59 s 06 | 5e      |

Femmes
| Nom                   | Épreuve | Qualification | Qualification | Demi-finale | Demi-finale | Finale   | Finale  |
| Nom                   | Épreuve | Résultat      | Rang          | Résultat    | Rang        | Résultat | Rang    |
| --------------------- | ------- | ------------- | ------------- | ----------- | ----------- | -------- | ------- |
| Christine Botlogetswe | 400 m   | 52 s 37       | 4e            | Eliminé     | Eliminé     | Eliminé  | Eliminé |
| Lydia Jele            | 400 m   | 52 s 24       | 4e            | Eliminé     | Eliminé     | Eliminé  | Eliminé |